# Najadales
Najadales е разред покритосеменни растения, използван в някои класификации, като тази на Кронкуист (1981), където включва следните семейства:
- Aponogetonaceae
- Cymodoceaceae
- Juncaginaceae – Дзуковидни
- Najadaceae
- Posidoniaceae
- Potamogetonaceae – Ръждавецови
- Ruppiaceae
- Scheuchzeriaceae
- Zannichelliaceae
- Zosteraceae

В системата APG II (2003) тези семейства са част от разред Alismatales, като Najadaceae е присъединено към семейство Hydrocharitaceae, а Zannichelliaceae – към Potamogetonaceae.